# Hadâmbu, Iași
Hadâmbu este un sat în comuna Mogoșești din județul Iași, Moldova, România.